# یاسوهیرو یامامورا
یاسوهیرو یامامورا (انگلیسی: Yasuhiro Yamamura؛ زادهٔ ۱۸ اوت ۱۹۷۶) بازیکن فوتبال اهل ژاپن است.